# Copitarsia patagonica
Copitarsia patagonica är en fjärilsart som beskrevs av George Francis Hampson 1905. Copitarsia patagonica ingår i släktet Copitarsia och familjen nattflyn. Inga underarter finns listade i Catalogue of Life.